# Volant en llibertat
Volant en llibertat (títol original en anglès: Fly Away Home) és una pel·lícula estatunidenca de 1996 dirigida per Carroll Ballard, sobre la filla d'un vidu (Anna Paquin) que, juntament amb el seu pare (Jeff Daniels), condueix una camada d'oques salvatges del Canadà a un parc natural del sud dels Estats Units. Aquesta pel·lícula ha estat doblada al català.
La pel·lícula es basa, sobretot, en l'experiència real de Bill Lishman, un inventor canadenc, artista i aficionat als ultralleugers. Durant els anys 80 i principis dels 90, Lishman s'havia freqüentment preguntat si les oques i altres ocells comuns podien aprendre noves conductes migratòries seguint a ultralleugers als quals se'ls hagués prèviament acostumat. L'any 1993, després de diversos anys d'estudis logístics i tràmits burocràtics, Lishman va poder guiar amb èxit a un grup d'oques salvatges a través d'un viatge migratori des d'Ontario (Canadà) al nord de Virgínia (Estats Units). Dels 16 ocells que van participar en la migració, 13 van tornar a Ontario l'any següent, sense ajuda.

## Argument
La història comença quan Amy Alden (Anna Paquin), una noia de 13 anys, queda ferida en un accident de cotxe en el qual la seva mare perd la vida. El seu pare, Thomas Alden (Jeff Daniels), viatja a Nova Zelanda a buscar-la i dur-la al Canadà on ell viu. Lògicament, Amy encara es troba en estat de xoc després de la mort de la seva mare i l'adaptació a la seva nova vida amb el seu pare li resulta difícil. Al cap i a la fi, ella i el seu pare no s'havien vist des que l'Amy havia marxat a Nova Zelanda amb la seva mare quan tenia tres anys. Tot i així, malgrat les excentricitats del seu pare, que és inventor i naturista, i la convivència amb Susan (Dana Delany), la seva xicota, Amy, a poc a poc, va descobrint i estimant la granja on viuen.
De cop, un dia unes grues apareixen als terrenys que hi ha al costat de la casa del pare de l'Amy i comencen a excavar i destruir la zona, que havia estat un refugi d'oques salvatges. L'Amy s'hi acosta per investigar i, per casualitat, troba un niu ple d'ous que alguna oca ha hagut d'abandonar fugint dels constructors. L'Amy els agafa i els incuba amb la calor d'una llum elèctrica en un antic calaix que es troba en el graner. Quan torna de l'escola per comprovar els ous, es troba que aquests s'han obert i n'han sortit les cries. I, com que l'Amy és el primer ésser viu que veuen, la prenen per la seva mare i, per tant, des d'aquest moment la segueixen a tot arreu.
En Thomas consulta a un guardabosc la manera d'alimentar i cuidar les oques. Però, el que no sap és que al Canadà, una de les responsabilitats dels guardaboscos és tallar les ales a totes les aus migratòries domèstiques perquè així, no puguin volar i no siguin un perill ni per elles mateixes ni per a les persones. Això no obstant, tant l'Amy com el seu pare s'oposen a tallar les ales a les seves cries i fan fora de la seva propietat al guardabosc.
A mesura que les oques van creixent es fa cada cop més obvi per a en Thomas, l'Amy i els seus amics que els ocells han d'aprendre a emigrar per evitar que acabin perduts o ferits pels cotxes o cables elèctrics. Per tal de trobar un lloc on les seves oques puguin emigrar per passar l'hivern, el germà de Thomas, en David (Terry Kiney), va a visitar un vell amic que es dedica a l'ornitologia. Aquest li explica que hi ha uns terrenys a Carolina del Nord que fins llavors havien estat guardats per les aus satvatges però, que davant la inexistència d'ocells en aquest santuari, els inversors tindrien dret a construir en el parc a partir del primer de Novembre d'aquell any.
En David i en Thomas estan d'acord que aquells terrenys són el que les oques de l'Amy necessiten i en Thomas proposa guiar amb ultralleugers a les oques fins a Carolina del Nord. En un primer moment, els seus intents per aconseguir que les oques segueixin el seu ultralleuger no funcionen. Ans al contrari, les oques es queden al costat de l'Amy a terra ferma. L'experiment però, comença a tenir èxit quan és l'Amy la que condueix l'ultralleuger. Amb l'objectiu d'ensenyar a les seves oques unes rutes migratòries del Canadà al sud dels Estats Units, en Thomas i l'Amy s'entrenen amb les aus que hauran de volar durant més de cinc hores diàries durant el viatge.
Tot va segons el pla. Malauradament, la nit abans de començar el viatge al sud, el guardabosc segresta les oques. En Thomas, el seu germà i un amic comú, en Barry (Holter Graham), decideixen alliberar-les i començar el viatge migratori de seguida. Així, mentre en David i en Barry aconsegueixen obrir les gàbies de l'oficina del guardabosc i alliberar les aus, en Thomas i l'Amy volen sobre elles per tal de fer que aquestes els segueixen en la seva ruta cap a Carolina del Nord. D'aquesta manera, travessen la frontera i el llac Ontario i decideixen passar la nit en uns terrenys prop del llac. El que semblava una simple pista d'aterratge des de l'ultralleuger però, acaba sent una base militar americana que entra en situació d'alerta quan els ultralleugers són detectats pels seus radars. Afortunadament, l'incident no passa a ser res més que una tendra notícia que els periodistes que es troben a la base militar aprofiten per gravar, convertint a l'Amy i al seu pare en herois nacionals. De fet, durant el seu viatge al llarg dels Estats Units es troben amb diverses mostres de suport i, fins i tot, s'allotgen a la casa d'una fervent defensora de les aus.

Escena de vol de la pel·lícula

Només és qüestió de temps que el grup arribi al parc natural. Una gentada de defensors dels animals i naturistes els esperen. Just però, quan estan a punt d'arribar als aiguamolls, l'ultralleuger d'en Thomas cau en picat i aquest es trenca l'espatlla. L'ultralleuger queda inservible i la ruta només la pot acabar l'Amy sola. Amb les prèvies indicacions del seu pare, l'Amy reprèn el vol mentre en Thomas aconsegueix que una furgoneta l'acompanyi al lloc de trobada. És precisament aquest un dels moments més emotius de la pel·lícula quan Amy, sola amb les seves aus, viatja al llarg de la costa dels Estats Units per conduir-les, en l'últim tros de la migració, al seu destí.
Al cap de poc temps, un nen avisa als manifestants de l'arribada de l'Amy. De darrere d'una duna, enmig del silenci que ha corprès la manifestació, apareix l'ultralleuger de l'Amy seguida per les seves oques. Una clamor entusiasmada s'enlaire d'entre el públic mentre l'Amy aterra el seu ultralleuger i les oques descendeixen sobre un llac de la seva nova llar.
L'epíleg addicional a la pel·lícula tanca la història amb el retorn complet de les oques d'Amy a la seva granja el següent estiu.

## Repartiment
| Intèrpret           | Personatge           | Veu en català  |
| ------------------- | -------------------- | -------------- |
| Jeff Daniels        | Thomas "Tom" Alden   | Jaume Comas    |
| Anna Paquin         | Amy Alden            | Isabel Valls   |
| Dana Delany         | Susan Barnes         | Pilar Rubiella |
| Terry Kinney        | David Alden          | Joan Zanni     |
| Holter Graham       | Barry Stickland      | Marc Zanni     |
| Jeremy Ratchford    | Oficial Glen Selfert | Ramon Canals   |
| Michael J. Reynolds | General              | Toni Pujós     |
| David Hemblen       | Dr. Killian          | Albert Socias  |
| Nora Ballard        | Jackie               | Desconegut     |
| Sarena Paton        | Laura                | Desconegut     |
| Jeff Braunstein     | Polític              | Ignasi Abadal  |
| Chris Benson        | Granger              | Jaume Costa    |

## Producció
L'experiència de Bill Lishman, anomenada Operació Migració i recollida en el seu llibre Father Goose: One Man, a Gaggle of Geese, and Their Real Life Incredible Journey South, va servir de base per al guió de la pel·lícula. Per aquesta raó, Lishman va treballar amb l'equip tècnic de la producció tant com a assessor com a pilot d'ultralleugers. De fet, per donar més veracitat a la història, les escenes de vol són reals i per a elles es van haver de buscar pilots que poguessin doblar als actors. Així, Lishman i David Woodhouse van pilotar els ultralleugers representant a Jeff Daniels, i Jack Sanderson i Joseph Duff van doblar a Anna Paquin. També el conegut pilot Michael Robertson va volar per la pel·lícula.
El viatge migratori va durar quatre dies durant els quals es van conduir a les oques canadenques des del Llac Ontario, sobre els Apalatxes, passant per Pennsilvània, Maryland, i finalment arribant a les costes de Virgínia. Malgrat tot, la major part d'aquestes imatges es van rodar a Port Perry i al Sandbanks Provincial Park d'Ontario (Canadà). A més, cal afegir que les altres localitzacions del rodatge van ser Toronto (Ontario) i Baltimore (Maryland).

## Premis[calcitació]
La tendra història d'Amy i les seves oques va tenir un important reconeixement nacional i internacional. Així, va ser considerada per l'Associació de Crítics Cinematogràfics com la millor pel·lícula familiar del 1997 i Anna Paquin va guanyar diversos premis com a millor actriu per a la seva interpretació. Això no obstant, de tots els èxits que va obtenir, el més destacat va ser la nominació de Caleb Deschanel a l'Oscar a la millor fotografia. Encara que no en va sortir guanyador, la nominació va significar l'agraïment pel dur treball cinematogràfic que es va haver de dur a terme durant la seva producció.